# Jerome Rose
Jerome Rose (* 12. August 1938 in Los Angeles) ist ein US-amerikanischer klassischer Pianist und Musikpädagoge.

## Biographie
Jerome Rose ist in Los Angeles und dann in Berkeley, San Francisco Bay Area, aufgewachsen. Sein Großvater war Musikkritiker der deutschsprachigen New Yorker Staats-Zeitung, sein Vater Modedesigner und, wie seine Mutter, ein Musikliebhaber. Jerome Rose ist mit Julie Kadersha verheiratet und hat vier Kinder und fünf Enkelkinder. Einer seiner älteren Brüder, Kent Rose, ist Geiger und Hornist und war Konzertmeister der Oakland Symphony.
Rose erhielt bereits mit dreieinhalb Jahren Klavierunterricht bei Marvin Maazel, dann bei Marcus Gordon, einem Schüler von Rosina Lhévinne, und Harold Logan, einem Schüler von Egon Petri. Nach dem Umzug nach San Francisco studierte er bei zwei Pianisten, die auch als Violinbegleiter bekannt waren: bei Emanuel Bay, der mit Jascha Heifetz spielte, und Adolph Baller, dem bevorzugten Begleiter von Yehudi Menuhin. An der Marlboro Music School in Marlboro, Vermont, bildete er sich bei Rudolf Serkin weiter, der ihn zu weiteren Studien zu Arthur Schnabels Assistenten Leonard Shure am Mannes College of Music in New York schickte. Er absolvierte das College und dann auch die Juilliard School.
Im Alter von 15 Jahren hatte er sein Debüt beim San Francisco Symphony Orchestra.

## Wirken
Jerome Rose begann seine internationale Karriere bereits Anfang zwanzig und zog für zwei Jahre nach Europa, zuerst nach Paris, dann nach Wien. Er trat mit Orchestern wie den Berliner Philharmonikern, den Münchner Philharmonikern, den Wiener Symphonikern und dem Orchestra dell’Accademia Nazionale di Santa Cecilia in Rom auf. Als häufiger Besucher Londons trat er mit dem London Philharmonic, dem London Symphony und dem Royal Philharmonic Orchestra auf. In den USA hat er mit dem Chicago Symphony, dem Atlanta Symphony, dem Houston Symphony und dem Baltimore Symphony Orchestra und vielen anderen gespielt. Zu den Dirigenten, unter denen er gespielt hat, zählen Sir Georg Solti, Wolfgang Sawallisch, Sir Charles Mackerras, Stanisław Skrowaczewski, Sergiu Comissiona, David Zinman, Hans Vonk, Robert Spano, Pierre Cao und Christian Thielemann. Er spielt auf dem Konzertflügel Yamaha CFX.
Rose war künstlerischer Leiter der von ihm 1981 bzw. 1986 gegründeten International Festival of the Romantics in London und Schubert and Brahms Festival an der Library of Congress in Washington, D.C.
Die Lehrtätigkeit nahm Rose im Alter von 25 Jahren auf, als er zum Artist in Residence an der Bowling Green State University ernannt wurde, was ihn vor einer Einberufung in die Armee bewahrte. Er unterrichtete viele Jahre an der Bowling University, zuerst als Dozent, dann als Professor. In Europa unterrichtete er an der École Normale de Musique de Paris, am Duszniki Chopin Festival in Duszniki-Zdrój, Polen, und am Mozarteum in Salzburg sowie in Israel am Tel-Hai Festival. 1998 wurde er Mitglied der Fakultät des Mannes College of Music und kehrte nach New York zurück.
Er hat Meisterkurse am Moskauer Konservatorium, an der Fryderyk-Chopin-Universität für Musik in Warschau, am Mozarteum in Salzburg und an der Hochschule für Musik und Theater München gegeben und ist häufiger Gast am Toho-Konservatorium für Musik in Tokio. Derzeit (April 2021) ist er noch in Teilzeit an der Fakultät des Mannes College of Music (neu The New School) in New York tätig.
1999 gründete er das jährliche International Keyboard Institute and Festival (IKIF), eine Sommermusikakademie, die einige der weltbesten Klavierstudenten anzieht. Zu den Mitgliedern der Fakultät und den Künstlern des Festivals gehörten Vladimir Feltsman, George Li, Alexander Kobrin und viele andere. Jedes Jahr veranstaltet das Festival gegen Ende den internationalen Klavierwettbewerb Dorothy MacKenzie Piano Competition. Die Preisträger erhalten internationale Aufführungs- und Aufnahmemöglichkeiten sowie die Möglichkeit, im folgenden Jahr als Künstler beim IKIF aufzutreten. Bis 2015 wurde das IKIF am Mannes College abgehalten, danach zog es an das Hunter College, ebenfalls in New York, um. Jeremy Roses Auftritte am Festival wurden von WFMT Chicago und NPR für die weltweite Ausstrahlung im Radio aufgezeichnet.
Zu Jerome Roses Schülern zählen einige der heute führenden Pianisten wie etwa die Polin Magdalena Stern-Baczeswska, Mitglied der Fakultät der Columbia University in New York und Direktorin von deren Music Performance Program.
Er war Mitglied der Jurys der Minnesota International Piano-e-Competition in Minneapolis-Saint Paul, der Hamamatsu International Piano Competition in Hamamatsu, Shizuoka, Japan, des Internationalen Chopin-Wettbewerbs in Warschau, der International Franz Liszt Piano Competition in Utrecht, Niederlande, und vieler anderer. Er gründete 2002 mit seiner Firma Plaintiff sein eigenes Label, Medici Classics, registriert zunächst als Monarch Classic Productions. Ab 2010 nahm er vorwiegend DVDs auf, weil „der visuelle Aspekt einer Aufführung ebenfalls wichtig“ sei.

## Auszeichnungen und Ehrungen
- Ehrendoktorwürde in Musik von der State University of New York für sein Lebenswerk[11]
- Preisträger des Concert Artists Guild Award[11]
- Fulbright-Stipendiat in Wien[11]
- Goldmedaille beim Internationalen Klavierwettbewerb Ferruccio Busoni (1961)[15]
- Grand Prix du Disque von der Liszt Society Budapest für die Liszt-Aufnahme Consolations bei Vox (1975)[11]
- Franz-Liszt-Medaille des ungarischen Kulturministeriums für die Organisation der Liszt Centennial Celebration in Washington, D.C. (1986)[11]

## Diskographie
- Liszt: „Liszt. I grandi musicisti“, Années de pèlerinage: Au lac de Wallenstadt, Orage, Les jeux d’eaux à la Villa d’Este, Vallée d’Obermann; mit Louis Kentner (Études d’exécution transcendante); Fabbri 1970er Jahre (LP), Neuausgabe der Années de pèlerinage 2007 auf 3 CDs bei Medici Classics
- Schubert/Liszt: Wanderer-Fantasie für Klavier und Orchester; Beethoven/Liszt: Fantasie über Motive aus Die Ruinen von Athen; von Weber/Liszt: Polacca brillante E-Dur op. 72, mit der Philharmonia Hungarica unter Richard Kapp; Vox 1970er Jahre (LP)
- Schumann: Humoreske B-Dur op. 20, Klaviersonate Nr. 3 f-Moll op. 14; Turnabout 1973 (LP)
- Liszt: „Piano Music Volume IV“; Harmonies poétiques et religieuses (vollständig), Deux Légendes, Consolations, Weihnachtsbaum; Vox 1975 (3 LPs), Grand Prix du Disque der Franz Liszt Society für Consolations, Budapest, Neuausgabe 1996 bei Vox auf 2 CDs
- Mosonyi: Klavierkonzert e-Moll; Hiller: Konzertstück für Klavier und Orchester op. 113, Grand orchestre symphonique de Radio Luxembourg unter Pierre Cao; Candide 1975 (LP), Mosonyi enthalten auf der Kompilation „The Romantic Piano Concerto Volume 4“ bei Vox 1992 (2 CDs), Hiller auf der Kompilation „The Romantic Piano Concerto Volume 1“ bei Vox 1992 (2 CDs)
- Liszt: „Piano Music Volume V“, Klaviersonate h-Moll, sechs Grandes Études de Paganini (mit Nr. 3 La Campanella), Balladen Nr. 1 Des-Dur und Nr. 2 h-Moll, Drei Konzertetüden (Il lamento, La leggierezza, Un sospiro), Zwei Konzertetüden (Waldesrauschen, Gnomenreigen), 1. Polonaise c-Moll, 2. Polonaise E-Dur, Berceuse, Liebesträume Nr. 1 (Hohe Liebe), Nr. 2 (Seliger Tod), Nr. 3 („O lieb!“), vier Mephisto-Walzer, Ab Irato; Vox 1978 (3 LPs)
- Beethoven: Klaviersonate Nr. 14 op. 27 „Mondscheinsonate“, Nr. 8 op. 13 „Pathétique“, Nr. 23 op. 57 „Appassionata“; Turnabout 1979 (LP), Neuausgabe 1994 auf CD bei Vox Allegretto und 2017 bei Medici Classics
- Liszt: Liebesträume Nr. 3 („O lieb!“), La Campanella (Nr. 3 aus sechs Grandes Études de Paganini), Zwei Konzertetüden (Waldesrauschen, Gnomenreigen), Funérailles (Nr. 7 aus Harmonies poétiques et religieuses), Mephisto-Walzer Nr. 1, Polonaise Nr. 2, Un sospiro (Nr. 3 aus Drei Konzertetüden), Consolations Nr. 3; RCA 1980 (LP)
- Liszt: „Favorites“, Liebesträume Nr. 3 („O lieb!“), La Campanella (Nr. 3 aus sechs Grandes Études de Paganini), La leggierezza, Un sospiro (aus Drei Konzertetüden), Zwei Konzertetüden (Waldesrauschen, Gnomenreigen), Funérailles (Nr. 7 aus Harmonies poétiques et religieuses), Consolation Nr. 3, Les jeux d’eaux à la Villa d’Este (Nr. 4 des dritten Jahres der Années de pèlerinage); Vox/Turnabout 1982 (LP)
- Schubert: Klaviersonate A-Dur D 959 (postum); Sheffield Lab 1983 (LP)
- Liszt: Études d’exécution transcendante, vier Walzer (Oubliée Nr. 1, Impromptu, Mélancolique, de Bravoure); Vox 1984 (2 CDs)
- Liszt: „Lots of Liszt“, Liebesträume Nr. 3 („O lieb!“), Funérailles (Nr. 7 aus Harmonies poétiques et religieuses); mit Alfred Brendel (Klavierkonzert Nr. 2, Vienna Pro Musica Orchestra, Dirigent: Michael Gielen, Réminiscences de Lucia di Lammermoor op. 13, Mephisto-Walzer Nr. 1), Louis Kentner (Ungarische Rhapsodie Nr. 12), Abbott Ruskin (Consolation Nr. 3); Vox Allegretto 1985 (CD; Neuausgabe 1992 bei Vox Allegretto)
- Liszt: „Jerome Rose Plays Liszt“, Klavierkonzert Nr. 1 und Nr. 2, Totentanz, Budapester Philharmonisches Orchester unter Rico Saccani, Études d’exécution transcendante; Vox 1993 (2 CDs), Neuausgabe 2003 bei Monarch Classics auf 1 CD (ohne Études d’exécution transcendante)
- Schumann: Davidsbündlertänze op. 6, Klaviersonate Nr. 2 g-Moll op. 22; Vox Classics 1995 (CD)
- Chopin: „The Three Piano Sonatas“, Klaviersonate Nr. 1 op. 4, Nr. 2 op. 35, Nr. 3 op. 58; Sony 1996 (CD), Neuausgabe 2017 bei Medici Classics
- Liszt: Études d’exécution transcendante; Monarch Classics 2003 (CD)
- Schumann: „The Complete Piano Sonatas“; Klaviersonate Nr. 1 fis-Moll op. 11, Klaviersonate Nr. 2 g-Moll op. 22, Klaviersonate Nr. 3 f-Moll op. 14; Monarch Classics 2003 (CD)
- Chopin: „Four Ballades & Fantaisie“; Ballade Nr. 1 g-Moll op. 23, Nr. 2 F-Dur op. 38, Nr. 3 As-Dur op. 47, Nr. 4 f-Moll op. 52, Fantaisie f-Moll op. 49; Monarch Classics 2003 (CD)
- Beethoven: Klaviersonate Nr. 30 op. 109, Nr. 31 op. 110, Nr. 32 op. 111; Medici Classics 2004 (CD)
- Schumann: „Davidsbündlertänze. Kreisleriana“, Davidsbündlertänze op. 6, Kreisleriana op. 16; Medici Classics 2004 (CD)
- Schubert: Winterreise op. 89, mit Jon Fredric West; Medici Classics 2004 (CD)
- Schubert: „Jerome Rose Plays Schubert. The Three Posthumous Sonatas & Wanderer Fantasie“, Klaviersonate Nr. 19 c-Moll D 958, Nr. 20 A-Dur D 959, Nr. 21 B-Dur D 960, Wanderer-Fantasie; Medici Classics 2005 (2 CDs)
- Liszt: „Jerome Rose Plays Franz Liszt“, Klaviersonate h-Moll, Réminiscences de Don Juan, Mephisto-Walzer Nr. 1–4; Medici Classics 2005 (CD)
- Brahms: Klaviersonate Nr. 3 f-Moll op. 5, Variationen und Fuge über ein Thema von Händel; Medici Classics 2006 (CD)
- Liszt: Années de pèlerinage; Medici Classics 2007 (3 CDs)
- Liszt: „40th Anniversary Collection“, 6 Paganini-Etüden, 5 Konzertetüden, 4 Walzer, 2 Balladen, 2 Polonaisen, Berceuse, 3 Liebesträume, 4 Mephisto-Walzer, Bénédiction, 2 Légendes, 6 Consolations; Medici Classics 2015 (3 CDs), Neuausgabe einer Auswahl der Werke der Vox-LPs „Piano Music Volume IV“ 1975 und „Piano Music Volume V“ 1978

Kompilationen
- „The Romantic Piano Concerto Volume 1“, Ferdinand Hiller: Konzertstück für Klavier und Orchester op. 113, Grand orchestre symphonique de Radio Luxembourg unter Pierre Cao, Jerome Rose (Klavier); außerdem Adolf von Henselt: Klavierkonzert f-Moll op. 16, Philharmonia Hungarica unter Othmar Maga, Michael Ponti (Klavier); Chopin: Allegro de concert A-Dur op. 46, Berliner Symphoniker unter Volker Schmidt-Gertenbach, Michael Ponti (Klavier); Friedrich Kalkbrenner: Klavierkonzert Nr. 1 d-Moll op. 61, Hamburger Symphoniker unter Heribert Beissel, Hans Kann (Klavier); Johann Nepomuk Hummel: Konzert für Klavier und Orchester op. 110 „Les Adieux“, Hamburger Symphoniker unter Heribert Beissel, Hans Kann (Klavier); Vox 1992 (2 CDs)
- „The Romantic Piano Concerto Volume 4“, Mosonyi: Klavierkonzert e-Moll, Grand orchestre symphonique de Radio Luxembourg unter Pierre Cao, Jerome Rose (Klavier); außerdem Liszt: Konzert für Klavier und Streichorchester „Malédiction“, Südwestdeutsches Kammerorchester Pforzheim unter Paul Angerer, Michael Ponti (Klavier); Eugen d’Albert: Klavierkonzert Nr. 2 E-Dur op. 12, Grand orchestre symphonique de Radio Luxembourg unter Pierre Cao, Michael Ponti (Klavier); Hans von Bronsart: Klavierkonzert fis-Moll op. 10, Westfälische Kammerphilharmonie unter Richard Kapp, Michael Ponti (Klavier); Joachim Raff: Klavierkonzert c-Moll op. 185, Hamburger Symphoniker unter Richard Kapp, Michael Ponti (Klavier); Bernhard Stavenhagen: Klavierkonzert h-Moll op. 4, Berliner Symphoniker unter Jörg Faerber, Roland Keller (Klavier); Vox 1992 (2 CDs)
- „The Romantic Piano Concerto Volume 7“, Robert Volkmann: Konzertstück, Grand orchestre symphonique de Radio Luxembourg unter Pierre Cao, Jerome Rose (Klavier); außerdem von Weber: Klavierkonzert Nr. 1 C-Dur op. 11, Berliner Symphoniker unter Siegfried Köhler, Roland Keller (Klavier); von Weber: Klavierkonzert Nr. 2 Es-Dur op. 32, Berliner Symphoniker unter Siegfried Köhler, Roland Keller (Klavier); von Weber: Konzertstück für Klavier und Orchester op. 42, Berliner Symphoniker unter Siegfried Köhler, Roland Keller (Klavier); Franz Berwald: Klavierkonzert D-Dur; Charles-Henri Alkan: Concerto da camera Nr. 2 cis-Moll, Südwestdeutsches Kammerorchester Pforzheim unter Paul Angerer, Michael Ponti (Klavier); Schumann: Introduktion und Allegro appassionato, Konzertstück für Klavier und Orchester G-Dur op. 92, Grand orchestre symphonique de Radio Luxembourg unter Louis de Froment, Michael Ponti (Klavier); Joachim Raff: „Ode au printemps“, Konzertstück für Klavier und Orchester op. 76, Hamburger Symphoniker unter Richard Kapp, Michael Ponti (Klavier); Liszt: Totentanz für Klavier und Orchester, Berliner Symphoniker unter Volker Schmidt-Gertenbach, Michael Ponti (Klavier); Vox 1993 (2 CDs)

Video
- Chopin: „Jerome Rose Plays Chopin Live in Concert“, Ballade Nr. 1 g-Moll op. 23, Nr. 2 F-Dur op. 38, Nr. 3 As-Dur op. 47, Nr. 4 f-Moll op. 52, Klaviersonate Nr. 2 op. 35, Nr. 3 op. 58; Medici Classics 2010 (DVD)
- Beethoven: „Jerome Rose Plays Beethoven Live in Concert“, Klaviersonate Nr. 28 op. 101, Nr. 30 op. 109, Nr. 31 op. 110, Nr. 32 op. 111; Medici Classics 2010 (DVD)
- Schumann: „Jerome Rose Plays Schumann Live in Concert“, Carnaval op. 9, Fantasie op. 17, Humoreske op. 20; Medici Classics 2010 (DVD)
- Liszt: „Jerome Rose Plays Liszt Live in Concert“, Klaviersonate h-Moll, Bénédiction, Funérailles (Nr. 3 und 7 aus den Harmonies poétiques et religieuses), Tre Sonetti del Petrarca, Vallée d’Obermann (aus Années de pèlerinage); Medici Classics 2010 (DVD)
- Schubert: „Jerome Rose Plays Schubert Live in Concert. The Last Four Sonatas“, Klaviersonate Nr. 18 G-Dur D 894, Nr. 19 c-Moll D 958, Nr. 20 A-Dur D 959, Nr. 21 B-Dur D 960; Medici Classics 2011 (DVD)
- Brahms: „Jerome Rose Plays Brahms Live in Concert“, Klaviersonate Nr. 3 f-Moll op. 5, Klavierstücke op. 76, Zwei Rhapsodien op. 79, Sieben Fantasien op. 116, Drei Intermezzi op. 117, Sechs Klavierstücke op. 118, Vier Klavierstücke op. 119; Medici Classics 2012 (DVD/Blu-ray)
- Schumann: „Jerome Rose Plays Schumann Live in Concert Volume II“, Kreisleriana op. 16, Davidsbündlertänze op. 6; Medici Classics 2012 (Blu-ray)
- Beethoven: „Jerome Rose Plays Beethoven Live in Concert Volume II“, Klaviersonate Nr. 8 op. 13 „Pathétique“, Nr. 14 op. 27 „Mondscheinsonate“, Nr. 21 op. 53 „Waldstein“, Nr. 23 op. 57 „Appassionata“, Nr. 26 op. 81a „Les Adieux“; Medici Classics 2013 (DVD)